# Revolución de Maria da Fonte
Maria da Fonte, o Revolución de Miño, es el nombre dado a una importante revuelta popular portuguesa, ocurrida en la primavera de 1846, contra el gobierno presidido por António Bernardo da Costa Cabral.

## Desarrollo
La revuelta fue resultado de las tensiones sociales que sucedieron a las guerras liberales de Portugal, exacerbadas por el gran descontento popular debido a nuevas leyes sobre el reclutamiento militar, por los cambios fiscales y ciertas alteraciones en las costumbres.
Se inició en la zona de Póvoa de Lanhoso, región de Miño, por una protesta popular provocada por el reclutamiento y los enterramientos en el interior de las iglesias, que se fue extendiendo progresivamente a todo el norte de Portugal. La instigadora de los motines iniciales sería una mujer del pueblo, llamada Maria, natural de la parroquia de Fontarcada, y por eso la revuelta se conocería por Maria da Fonte, y dado que la fase inicial del movimiento insurreccional tuvo una fuerte componente femenina. Pero los datos del siglo XIX al respecto con controvertidos, como los ofrecidos por Casimiro José Vieira, en 1883 o por Camilo Castelo Branco, en su respuesta escéptica a este, y de gran calidad literaria.
La sublevación de Maria da Fonte se propagó después al resto del país, y provocó la sustitución del controvertido gobierno de Costa Cabral por otro presidido por Pedro de Sousa Holstein, primer duque de Palmela.
Cuando un golpe palaciego, conocido como la Emboscada, Del 6 de octubre de 1846 —en el que la reina Maria II de Portugal hace que dimita el gobierno y nombra al mariscal João Oliveira e Daun, duque de Saldanha—, la insurrección se reavivaría. El resultado de la nueva revuelta fue una nueva guerra civil de ocho meses, la Patuleia, que terminaría con la firma de la Convención de Gramido, el 30 de junio de 1847, tras la intervención de fuerzas militares británicas y españolas.